# Hustisford (Wisconsin)
Hustisford es una villa ubicada en el condado de Dodge en el estado estadounidense de Wisconsin. En el Censo de 2010 tenía una población de 1.123 habitantes y una densidad poblacional de 392,04 personas por km².

## Geografía
Hustisford se encuentra ubicada en las coordenadas 43°20′39″N 88°36′31″O / 43.34417, -88.60861. Según la Oficina del Censo de los Estados Unidos, Hustisford tiene una superficie total de 2.86 km², de la cual 2.32 km² corresponden a tierra firme y (19.17%) 0.55 km² es agua.

## Demografía
Según el censo de 2010, había 1.123 personas residiendo en Hustisford. La densidad de población era de 392,04 hab./km². De los 1.123 habitantes, Hustisford estaba compuesto por el 97.24% blancos, el 0.53% eran afroamericanos, el 0.98% eran amerindios, el 0.62% eran asiáticos, el 0% eran isleños del Pacífico, el 0.09% eran de otras razas y el 0.53% pertenecían a dos o más razas. Del total de la población el 2.94% eran hispanos o latinos de cualquier raza.